# Виенна (тауншип, Миннесота)
Виенна (англ. Vienna) — тауншип в округе Рок, Миннесота, США. На 2000 год его население составило 183 человека.

## География
По данным Бюро переписи населения США площадь тауншипа составляет 90,5 км², из которых 90,5 км² занимает суша, водоёмов нет.

## Демография
По данным переписи населения 2000 года здесь находились 183 человека, 68 домохозяйств и 49 семей.  Плотность населения —  2,0 чел./км².  На территории тауншипа расположено 70 построек со средней плотностью 0,8 построек на один квадратный километр. Расовый состав населения: 95,63 % белых, 3,83 % — других рас США и 0,55 % приходится на две или более других рас. Испанцы или латиноамериканцы любой расы составляли 4,37 % от популяции тауншипа.
Из 68 домохозяйств в 32,4 % воспитывались дети до 18 лет, в 67,6 % проживали супружеские пары, в 1,5 % проживали незамужние женщины и в 26,5 % домохозяйств проживали несемейные люди. 20,6 % домохозяйств состояли из одного человека, при том 10,3 % из — одиноких пожилых людей старше 65 лет. Средний размер домохозяйства — 2,69, а семьи — 3,10 человека.
28,4 % населения — младше 18 лет, 6,6 % — в возрасте от 18 до 24 лет, 25,7 % — от 25 до 44, 25,7 % — от 45 до 64, и 13,7 % — старше 65 лет. Средний возраст — 40 лет. На каждые 100 женщин приходилось 110,3 мужчин.  На каждые 100 женщин старше 18 приходилось 104,7 мужчин.
Средний годовой доход домохозяйства составлял 30 714 долларов, а средний годовой доход семьи —  31 500 долларов. Средний доход мужчин —  26 094  доллара, в то время как у женщин — 22 500. Доход на душу населения составил 17 078 долларов. За чертой бедности находились 16,7 % семей и 19,9 % всего населения тауншипа, из которых 37,2 % младше 18 и 10,0 % старше 65 лет.